# Parathalestris parviseta
Parathalestris parviseta is een eenoogkreeftjessoort uit de familie van de Thalestridae. De wetenschappelijke naam van de soort is voor het eerst geldig gepubliceerd in 1997 door Chang & Song.